# 南雅彥
南雅彥（日语：／ Minami Masahiko，1961年8月24日—），日本男性動畫製作人、株式會社BONES、株式會社BONES Film代表董事。出身於三重縣。AB型血。

## 來歷
1984年，南雅彥畢業於大阪藝術大學藝術學院電影計劃學系（現影像學系）後，加入日昇動畫。在第3工作室的製作人植田益朗手下擔任製作進行、製作主任和助理製作人後，他成為《武者、騎士、指令 SD鋼彈緊急出擊》（1991年）的製作人。之後，他又製作了《疾風無敵銀堡壘》、《機動武鬥傳G鋼彈》、《聖天空戰記》、《星際牛仔》等。
1998年，他離開日昇動畫，與自由動畫師逢浩司、川元利浩共同創立了BONES，並擔任代表董事。
2024年10月，他與BONES的董事大藪芳廣一起就任從該公司的製作部門分拆出來的公司「BONES Film」的代表董事。
大學時期的同學有庵野秀明、山賀博之、島本和彥等，在描寫其大學生活的島本漫畫《青之焰》中也作為漫畫角色登場。作品改編成電視劇時，該角色由遠藤要飾演。畢業後也與島本保持著良好的關係，曾作為外部工作人員受邀在《疾風無敵銀堡壘》和《機動武鬥傳G鋼彈》中提供設定協助。

## 作品

### 日昇動畫時期
1984年
- 銀河漂流拜法姆（協助）
- 超力機器人 卡拉特（日语：超力ロボ ガラット）（製作進行）

1985年
- 機動戰士Z鋼彈（協助）
- 蒼藍流星SPT雷茲納（製作進行）

1986年
- 蒼藍流星SPT雷茲納 ACT.III 刻印2000（製作進行）

1987年
- （製作進行）
- 城市獵人（製作進行）

1988年
- 城市獵人2（製作主任）

1989年
- 城市獵人：愛與宿命的馬格南（製作主任）

1990年
- 奧巴塔利亞（日语：オバタリアン）（製作主任）

1991年
- 機動戰士GUNDAM0083：星塵的回憶（助理製作人）
- 武者、騎士、指令 SD鋼彈緊急出擊（日语：武者・騎士・コマンド SDガンダム緊急出撃）（製作人）

1992年
- 機動戰士鋼彈0083：吉翁的殘光（助理製作人）

1993年
- SD戰國傳 天下泰平篇（製作人）
- SD指令戰記鋼彈FORCE SUPER G-ARMS Final-Formula VS Novum-Gather（日语：SDコマンド戦記III SUPER G-ARMS）（製作人）
- 疾風無敵銀堡壘（製作人）

1994年
- 機動武鬥傳G鋼彈（製作人）
- 疾風無敵銀堡壘 在銀光的旗幟下（製作人）

1996年
- 聖天空戰記（製作人）

1998年
- 星際牛仔（製作人）

### BONES成立之後
2000年
- ESCAFLOWNE（製作人）
- 機巧奇傳希約戰記（製作人）

2001年
- ANGELIC LAYER 天使領域（製作人）
- 星際牛仔：天國之門（製作人）

2002年
- 翼神世音（製作人）
- 歡迎來到Pia Carrot!! -沙耶香的戀愛物語-（日语：Piaキャロットへようこそ!!3）（製作人）

2003年
- 狼雨（製作人）
- 廢棄公主（製作人）
- 翼神世音 多元變奏曲（製作人）
- 鋼之鍊金術師（製作人）
- 鋼之鍊金術師 無法飛翔的天使（動畫製作人）

2004年
- 絢爛舞踏祭（製作人）
- KURAU Phantom Memory（日语：KURAU Phantom Memory）（企劃、製作人）
- 鋼之鍊金術師2 紅色靈藥的惡魔（動畫製作人）

2005年
- 交響詩篇艾蕾卡7（企劃）
- 劇場版 鋼之鍊金術師：森巴拉的征服者（製作人）
- 鋼之鍊金術師3 繼承神的少女（動畫製作人）

2006年
- 櫻蘭高校男公關部（製作人）
- 獸王星（製作、製作人）
- 天保異聞 妖奇士（企劃、製作人）

2007年
- DARKER THAN BLACK -黑之契約者-（企劃）
- THE SKULLMAN（製作）
- 異邦人 無皇刃譚（製作人）

2008年
- SOUL EATER（企劃）
- 二十面相少女（製作）
- 亡念之扎姆德（企劃）

2009年
- 鋼之鍊金術師 FULLMETAL ALCHEMIST（企劃）
- 交響詩篇艾蕾卡7：口袋中的彩虹（日语：交響詩篇エウレカセブン ポケットが虹でいっぱい）（製作、製作人）
- 東京地震8.0（製作）
- DARKER THAN BLACK -流星之雙子-（日语：DARKER THAN BLACK -流星の双子-）（企劃）

2010年
- HEROMAN（企劃）
- STAR DRIVER 閃亮的塔科特（企劃）

2011年
- GOSICK（企劃）
- 永久之久遠（製作）
- 鋼之鍊金術師：嘆息之丘的聖星（製作、製作人）
- 未來都市NO.6（製作）
- UN-GO（製作）

2012年
- 交響詩篇艾蕾卡7 AO（企劃、首席製作人）
- 絕園的暴風雨（企劃、首席製作人）

2013年
- STAR DRIVER 閃亮的塔科特 THE MOVIE（企劃）

2014年
- 宇宙浪子（企劃、首席製作人）
- 流浪神差（企劃、首席製作人）
- 展開騎士（動畫製作統括）
- 地球隊長（企劃、首席製作人）
- Soul Eater Not！（企劃）
- 棺姬嘉依卡（製作）

2015年
- 血界戰線（企劃）
- SHOW BY ROCK!!（企劃）
- 赤髮白雪姬（企劃）
- 流浪神差 ARAGOTO（企劃、首席製作人）
- Concrete Revolutio ～超人幻想～（企劃）

2016年
- 我的英雄學院（製作）
- 文豪Stray Dogs（製作）
- 路人超能100（企劃）
- SHOW BY ROCK!! #（企劃）

2017年
- 交響詩篇艾蕾卡7 高度進化1（製作、企劃）
- 血界戰線 & BEYOND（製作）

2018年
- 文豪Stray Dogs DEAD APPLE（創意製作人）
- 飛龍女孩（企劃）
- 我的英雄學院：兩個人的英雄（共同製作）
- ANEMONE/交響詩篇艾蕾卡7：高度進化（製作、企劃）

2019年
- 路人超能100 II（企劃、製作人）

2021年
- 我的英雄學院：世界英雄任務（共同製作）